# Casto Suinaga
Casto Suinaga, alias Machín, fue un pelotari español del siglo XIX.

## Biografía
Natural de la localidad vizcaína de Ermua, jugó a pelota en el último cuarto del siglo XIX. Aparece descrito en Carácter y vida íntima de los principales pelotaris (1894), de Benito Mariano Andrade, con las siguientes palabras:

Confieso que hasta el año pasado Machín era un pelotari muy mediano, y en el que el público tenía muy poca confianza, por su juego azorado, voluble, pifiero, y acaso porque alternando con jugadores de dudosa reputación su nombre se barajaba indistintamente con el de ellos. Pero desde que rompiendo los moldes generales, Machín brilló como estrella de primera magnitud en aquellas famosas tardes de Euskal-Jai, en que consiguió ganar nueve partidos seguidos, luchando contra las mejores parejas, desde entonces el nombre de Casto Suinaga es el nombre del pelotari sobresaliente y del hombre honrado.
(Andrade, 1894, p. 40)

Mermado por una lesión de brazo, su carrera concluyó de forma abrupta, pues falleció cuando contaba apenas 21 años.